# 佐用町立幕山小学校
佐用町立幕山小学校（さようちょうりつ まくやましょうがっこう）は、兵庫県佐用郡佐用町本郷にあった公立小学校。卒業後は原則的に佐用町立上月中学校に進学する。佐用町立上月小学校、佐用町立久崎小学校と統廃合され、2015年廃校となった。

## 通学区域
福吉、本郷、大垣内、皆田、南中山、福中、才金、桜山、